# Коломби
Коломби (фр. Colomby) насеље је и општина у северној Француској у региону Доња Нормандија, у департману Манш која припада префектури Шербур-Октевил.
По подацима из 2011. године у општини је живело 491 становника, а густина насељености је износила 44,0 становника/km². Општина се простире на површини од 11,16 km². Налази се на средњој надморској висини од 24 метара.

## Демографија
| 1962. | 1968. | 1975. | 1982. | 1990. | 1999. | 2011. |
| ----- | ----- | ----- | ----- | ----- | ----- | ----- |
| 400   | 417   | 388   | 371   | 431   | 429   | 491   |

График промене броја становника у току последњих година